# Zöttnitz
Zöttnitz ist ein weilerartiger Ortsteil von Schlöben im Saale-Holzland-Kreis in Thüringen.

## Geografie
Zöttnitz liegt am Fuß des Südhangs vom Bergstock Wöllmisse nahe der Landesstraße 1075 von Jena nach Schöngleina-Bürgel. Nördlich befindet sich auf dem Bergplateau die Burgstelle Burgrabis.

## Geschichte
Am 20. März 1380 wurde der Weiler urkundlich erstmals erwähnt.
1673 besaß der Weiler 43 Einwohner. 1885 wohnten 42 Personen in 9 Wohnhäusern mit 8 Haushalten.
Der landwirtschaftlich geprägte Weiler arbeitet mit den Dörfern um Schlöben zusammen.